# TV Koper Capodistria
TV Koper Capodistria (También conocido en Italia como Telecapodistria) es un canal de televisión bilingüe esloveno-italiano con sede en Koper, Eslovenia. Es la unidad televisiva del Centro de Radiodifusión Regional Koper-Capodistria de la Radiotelevisión Eslovena. Financiado fundamentalmente por el estado esloveno, el canal sirve a la minoría italoparlante de Eslovenia y Croacia. También puede ser recibido en la región italiana de Friuli-Venecia Julia.

## Historia
El canal comenzó sus transmisiones el 6 de mayo de 1971, transmitiendo en el canal 27 de la banda UHF. El canal tenía la ventaja de tener su programación mayoritariamente en color. Esto hizo que el canal fuera popular no solo en su área de cobertura en el oeste de Eslovenia (en aquel entonces parte de Yugoslavia), sino también en la zona de Istria (en Croacia, también parte de Yugoslavia en aquel tiempo) y en la región italiana de Friuli-Venecia Julia.
Cuando TV Koper Capodistria salió al aire encontrándose con una respuesta favorable en partes de Italia cercanas a Yugoslavia, algunos emprendedores italianos establecieron una red de transmisores privados a través de Italia, rompiendo el monopolio ostentado por la RAI mientras los televidentes seguían la programación del canal, consistente en dibujos animados, películas subtituladas, deportes, series populares y noticias más internacionalmente orientadas. Telecapodistria (nombre de TV Koper Capodistria en Italia) también ayudó a Italia a adoptar el estándar PAL de televisión a color, ya que muchos italianos compraron televisores con el estándar PAL para sintonizar Telecapodistria.
En 1976, la Corte Constitucional Italiana sentenció que estaciones televisivas privadas comerciales podrían ser establecidas en suelo italiano. A consecuencia de ello, cientos de televisoras locales aparecieron en los siguientes años, todas a color. El rol único de Telecapodistria se acabó, y los ingresos por publicidad comenzaron a reducirse.

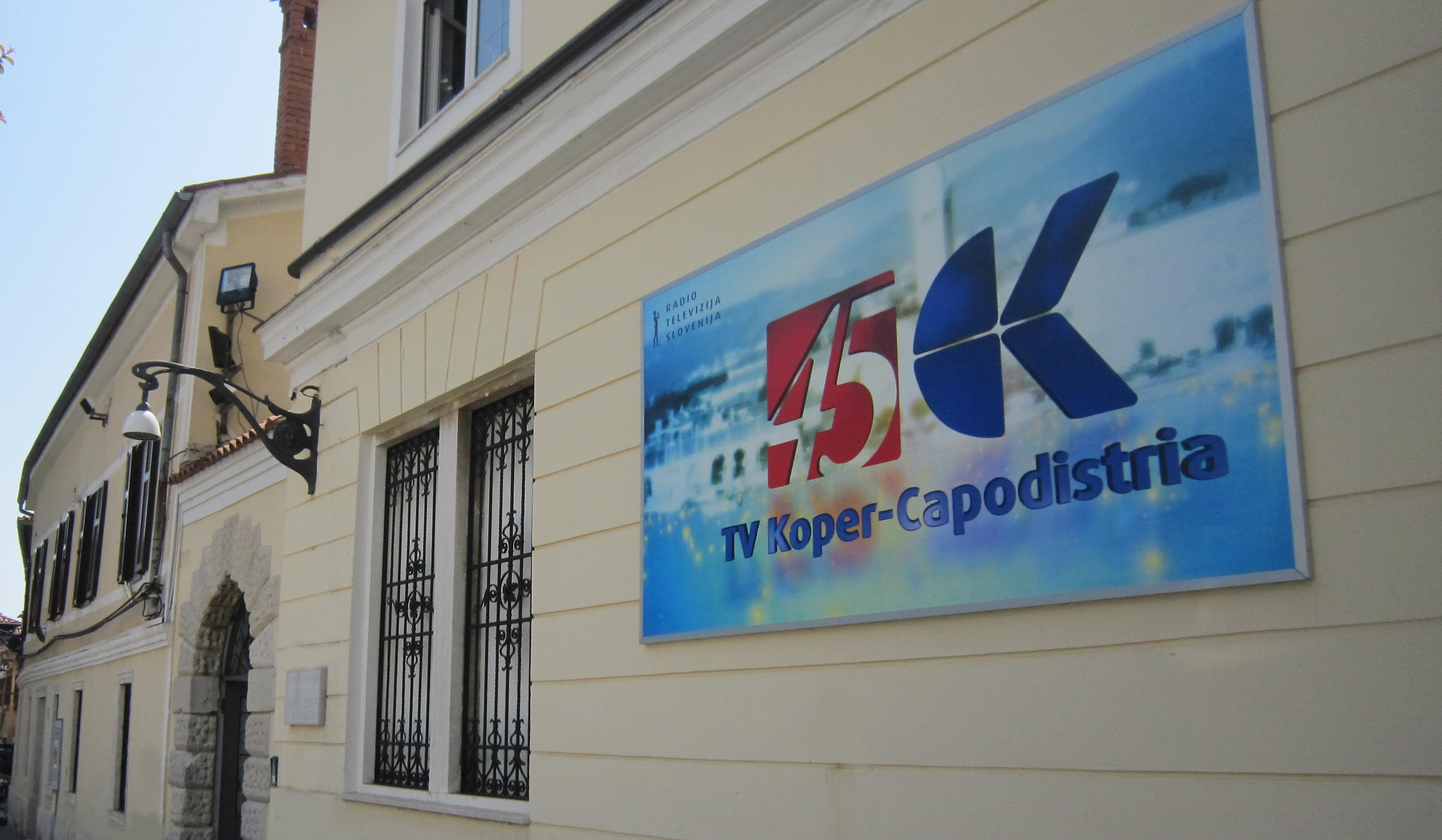
Palacio Tarsia, sede histórica de TV Koper-Capodistria (fotografía de 2016, con el logotipo de los 45 años del canal)

Entre 1987 y 1990, Telecapodistria disfrutó de una breve resurrección como un importante jugador televisivo. Firmó un trato con Silvio Berlusconi (dueño de las 3 mayores cadenas televisivas privadas de Italia) que le permitió operar, mas no poseer, Telecapodistria. Berlusconi programó el canal como un canal de deportes, haciendo que la teleaudiencia en Italia y Yugoslavia pudiera sintonizar transmisiones deportivas no disponibles en otros canales, incluyendo cobertura del baloncesto de la NBA. Pero este acuerdo no duró mucho. Con la televisión por suscripción asomándose en el horizonte, Berlusconi decidió terminar su canal deportivo en 1990. Telecapodistria se quedó sin transmisores en Italia y se convirtió en un servicio televisivo regional destinado principalmente a la comunidad italoparlante del oeste de Eslovenia, volviendo a ser conocido comúnmente como TV Koper Capodistria.
En 2006, gracias a un acuerdo italo-esloveno, TV Koper Capodistria comenzó a transmitir vía satélite a través de Europa mediante el satélite Hot Bird a 13° E, como un impulso al crecimiento del canal y la difusión de sus programas. El 18 de mayo de 2010, TV Koper Capodistria regresó a las operaciones televisivas en Italia gracias a la plataforma de televisión satelital Tivusat. El 22 de noviembre de ese mismo año, el canal terminó sus emisiones analógicas, comenzando transmisión en alta definición con el estándar DVB-T.
El 20 de agosto de 2020 se reanudaron las transmisiones por satélite de radio y televisión en Eutelsat 16 grados Este, frecuencia 11.678 MHz, polarización horizontal, velocidad de la señal: 30.000 MSym / s, Estándar: DVB-S2, Modulación: 8PSK, cubriendo toda Europa en claro.
En rueda de prensa, retransmitida en directo el jueves 6 de mayo de 2021, también en la plataforma digital y en las redes sociales, TV Capodistria celebró su 50 aniversario. De hecho, el 8 de mayo de 1971 se emitió el primer noticiero del estudio Koper.

## Programación
El canal cubre noticias internacionales, regionales y locales de ambos lados de la frontera italo-eslovena. Los programas culturales incluyen a Artevisione, Istria e… dintorni, L’Universo e`... e Itinerari. Esos programas, junto con documentales, reportajes y magazines, se enfocan en la vida cultural regional y local en Eslovenia, Italia y Croacia.

## Historia del logotipo

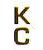
Entre finales de los 70's y 1986 (logotipo en pantalla)
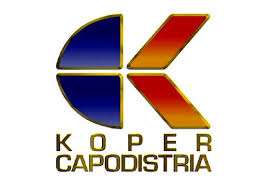
1986-2007
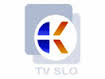
2007-2013
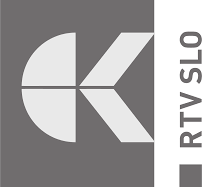
Desde 2013